# Clallam megye
Clallam megye az Amerikai Egyesült Államokban, azon belül Washington államban található. Megyeszékhelye és legnagyobb városa Port Angeles. Lakosainak száma 77 155 fő (2020. április 1.).

## Szomszédos megyék
- Cowichan Valley Regional District (északnyugat)
- Capital Regional District (észak)
- Jefferson megye (kelet, dél)
- San Juan megye (északnyugat)

## Népesség
A megye népességének változása:
| Lakosok száma | 71 535 | 71 844 | 71 887 | 72 312 | 73 486 | 77 155 |
|               | 2010   | 2011   | 2012   | 2013   | 2015   | 2020   |